# Покасет (Оклахома)
Покасет (енгл. Pocasset) град је у америчкој савезној држави Оклахома.

## Демографија
По попису из 2010. године број становника је 156, што је 36 (-18,8%) становника мање него 2000. године.
| Група             | 2000.       | 2010.       |
| Белци             | 173 (90,1%) | 132 (84,6%) |
| Афроамериканци    | 0 (0,0%)    | 0 (0,0%)    |
| Азијати           | 0 (0,0%)    | 0 (0,0%)    |
| Хиспаноамериканци | 13 (6,8%)   | 5 (3,2%)    |
| Укупно            | 192         | 156         |